# نون ووکمان
نون ووکمان (کرواتی: Neven Vukman؛ زادهٔ ۱۱ آوریل ۱۹۸۵) بازیکن فوتبال اهل کرواسی است.
از باشگاه‌هایی که در آن بازی کرده‌است می‌توان به باشگاه فوتبال ایسترا ۱۹۶۱، باشگاه فوتبال واراژدین و باشگاه فوتبال رییکا اشاره کرد.
وی همچنین در تیم‌های ملی فوتبال زیر ۲۱ سال کرواسی و کرواسی بازی کرده‌است.